# Шелковый, Пётр Иванович
Петр Иванович Шелковый (26 декабря 1890, село Марьяновка Полтавской губернии, теперь Полтавской области — 25 ноября 1967, город Луганск) — украинский советский деятель, директор Ворошиловградского патронно-станкостроительного завода № 60, почетный гражданин города Луганска. Кандидат в члены Центральной Контрольной Комиссии КП(б)У в декабре 1925 — ноябре 1927 г. Кандидат в члены ЦК КП(б)У в мае 1940 — январе 1949 г. Депутат Верховного Совета СССР 1-го созыва.

## Биография
Родился в многодетной семье сельского учителя. Окончил начальную школу в городе Краматорске.
Трудовую деятельность начал учеником литейщика Краматорского машиностроительного завода.
Служил в Преображенском полку российской императорской армии в Санкт-Петербурге.
После завершения службы вернулся в Краматорск, но впоследствии переехал в Луганск, где работал сначала на паровозостроительном заводе Гартмана, а с 1914 года — на Луганском казенном патронном заводе. За участие в забастовке в 1916 году уволен с завода и сдан в солдаты с направлением на фронт. Участник Первой мировой войны.
В 1917 году вернулся в Луганск. В сентябре вступил в РСДРП(б), служил красногвардейцем в боевой рабочей дружине Александра Пархоменко, воевал против войск атамана Каледина и кайзеровских немецких войск. Принимал участие в Гражданской войне в России, служил бойцом бронепоездной колонны под Царицыном и на Дону.
С 1921 вновь работал на Луганском патронном заводе, председатель завкома профсоюза, с 1922 начальник снабжения, был коммерческим директором.
В 1926-1928 управляющий Алчевским металлургическим заводом. 
Окончил Московскую промышленную академию.
В 1932—1940 г.  — директор Ворошиловградского патронно-станкостроительного завода № 60 имени Ленина. Летом 1940 года был безосновательно репрессирован, арестован и обвинен во вредительстве на заводе. Обвинение не признал. Осенью 1941 года переведен в тюрьму Саратова. Летом 1942 был освобожден.
В 1943—1956 г.  — директор Ворошиловградского патронно-станкостроительного завода № 60 имени Ленина.
С 1956 года — на пенсии в городе Луганске. В 1965 получил звание Почетного гражданина Луганска №1.  Его именем была названа улица.

## Награды
- орден Ленина
- орден Трудового Красного Знамени
- орден Красного Знамени (20.02.1928)
- орден Красной Звезды (8.06.1939)
- медали
- Почётная грамота Президиума Верховного Совета Украинской ССР
- Почётный гражданин Луганска (11.1965)